# La Fille du condamné
La Fille du condamné  est un roman historique de Juliette Benzoni paru en 2012. Il est le premier volet de la série La Guerre des duchesses.